# El tambor de hojalata (novela)
El tambor de hojalata (en alemán: Die Blechtrommel) es una novela escrita por el premio Nobel alemán Günter Grass, publicada en 1959. Sus páginas relatan la vida de Oscar Matzerath, un niño que vive durante la época de la Segunda Guerra Mundial (1939 - 1945), en una narración con tintes macabros e infantiles. El libro narra los momentos decisivos en la vida de Oscar, que lo llevarán, a los 29 años de edad, a ser internado en un sanatorio psiquiátrico.

## El narrador
El narrador de la novela es el excéntrico Oscar Matzerath. Nació en 1924 en la ciudad de Danzig, momento en el cual su mente ya estaba completamente desarrollada. Posteriormente, su crecimiento se detiene al cumplir los tres años, razón por la que su apariencia, desde la perspectiva de los adultos, es la de un niño pequeño. Gracias a su tambor de hojalata también puede conocer eventos en los que él no estuvo directamente involucrado; ejemplo de ello es su explicación de cómo su madre fue concebida en un campo de patatas. Oscar habitualmente intercala su voz con la del autor y se refiere a sí mismo en tercera persona.
Oscar rechaza el mundo adulto y decide a la edad de tres años dejar de crecer. A pesar de este alto en su crecimiento, se siente «completamente terminado por dentro y por fuera», en un estado muy superior a los adultos. En su tercer cumpleaños recibe de su madre un tambor de hojalata, que se convierte en compañero constante de ahí en adelante.
La veracidad de las historias de Oscar a menudo parece dudosa. En primer lugar, se presenta con un informe médico de 1952, siendo él un interno de un manicomio, y como tal puede que su historia sea solo un desvarío y, por lo tanto, no es muy fiable. Por otra parte, sigue siendo incierto si deja de crecer porque se cayó por las escaleras del sótano; o si, por el contrario, se detuvo, como él mismo señala, por su propia iniciativa, y la caída de la bodega le sirvió de coartada con el fin de evitar preguntas.

## Argumento

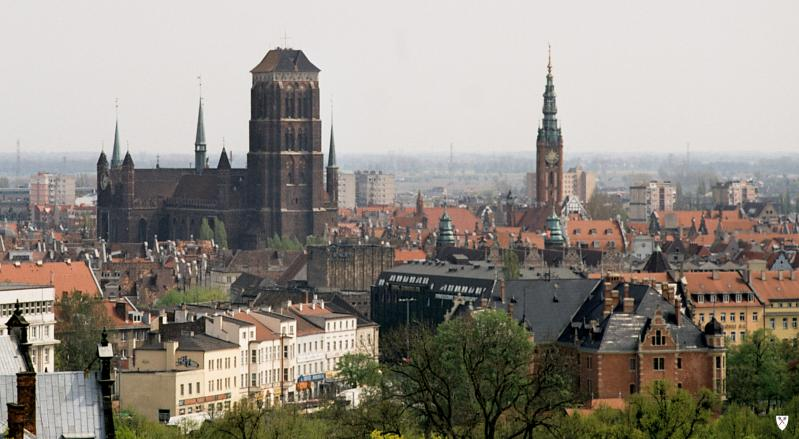
Gdansk, antiguamente Danzig, ciudad donde se desarrolla la trama.

Oscar Matzerath narra su historia en 1954 internado en una institución psiquiátrica. Intercalando con los relatos sobre el pasado, se describen las conversaciones con su portero Bruno y los horarios de visita durante los que tiene encuentros con amigos y familiares. La acción dentro del hospital a menudo se presenta como episodios vagamente unidos que sirven de interludio entre los distintos episodios de la vida de Oscar.

### Libro primero
1. Las cuatro faldas
2. Bajo la balsa
3. La mariposa y la bombilla
4. El álbum de fotos
5. Vidrio, vidrio, vidrio roto
6. El horario
7. Rasputín y el ABC
8. Canto de acción a distancia desde la torre de la ciudad
9. La tribuna
10. Escaparates
11. Falla el milagro
12. Comida de Viernes Santo
13. Afinado hacia el pie
14. La espalda de Heriberto Truczinski
15. Niobe
16. Fe Esperanza Amor

La historia comienza con la concepción de la madre de Oscar. Ana, la abuela de Oscar, mientras se encuentra en un campo de patatas ve cómo José Koljaicek, un pirómano, huye de la policía. En busca de un escondite, José se apresura a meterse bajo las faldas de Ana, quien acepta el hecho sin oponer mayor resistencia. Después de que la policía se ha ido, se indica que José mantuvo relaciones sexuales con Ana entre las faldas, hecho en el cual es concebida Agnes, la madre de Oscar.
José toma la identidad de un hombre ahogado, se casa con Ana y comienza un trabajo honesto como empleado en un barco. Mientras trabajaba, José conoce a alguien que conoce su pasado como incendiario, lo que lo lleva a entrar en pánico y sumergirse entre troncos flotantes. Nunca volvió a aparecer. Posiblemente, se ahogó, aunque Oscar menciona múltiples especulaciones que se rumoreaban sobre su supervivencia.
Agnes crece y se casa con Alfred Matzerath, un cocinero aficionado y soldado. Juntos abren una pequeña tienda de ultramarinos. Aquí es donde comienza la historia de la vida de Oscar. Al nacer, ve cómo una mariposa revolotea alrededor de una bombilla de luz ardiente. Él describe esto en retrospectiva, como si el insecto tamborileara la bombilla. Agnes promete entonces que en su tercer cumpleaños le comprará un tambor de hojalata, lo que Oscar espera con anhelo. Mantiene su promesa y Oscar recibe su tambor rojo y blanco.
Oscar, convencido de que su apariencia de los tres años es ideal, decide detener su crecimiento. Por tanto, provoca un accidente en el que cae y se golpea, hecho que es tomado como explicación de su trastorno.

### Libro segundo
1. Chatarra
2. El correo polaco
3. El castillo de naipes
4. Yace en Saspe
5. María
6. Polvo efervescente
7. Comunicados especiales
8. Ofrenda de la impotencia a la señora Greff
9. Setenta y cinco kilos
10. El teatro de campaña de Bebra
11. Inspección del cemento, o místico, bárbaro, aburrido
12. La sucesión de Jesucristo Este capítulo es una parte indispensable dentro del segundo libro. Todo comienza en la iglesia del Sagrado Corazón, a la que Oscar asistía con frecuencia. Su parte favorita del lugar era aquel sitio en el que estaba sentado el Niño Jesús. El Niño estaba hecho de cerámica y tenía la misma estatura de Oscar a sus tres años. Estaba sentado en una posición parecida a la de Oscar a punto de darle un golpe a su tambor. Oscar le colocó su tambor en dicha posición y le puso ambas baquetas en las manos, como ya lo había hecho muchas veces al ir a la iglesia, pero esta vez el Niño sí tocó. A partir de ese día, Oscar fue el sucesor del niño, tuvo que respetar los cristales de esa iglesia, no podía destruirlos con su canto vitricida y se hizo llamar Jesús.
13. Los Curtidores
14. El nacimiento
15. El camino de las hormigas
16. ¿Debo o no debo? Uno de los capítulos más aterradores de este libro, donde cambia toda la historia que habías estado construyendo en la mente. Oscar se considera huérfano, su madre se suicida cuando tiene cuatro años, y el que consideraba su verdadero padre, Jan Bronski, es asesinado por los nazis. En el entierro de Alfredo Matzerath, padre de Oscar ante la ley, Oscar decide tirarse dentro de la sepultura junto con su tambor. Cuando lo sacan de ahí, comienza a sangrar y a partir de ese día vuelve a crecer para dejar de ser el pequeño Oscar de 94 centímetros y con el cuerpo de un niño de tres años.
17. Desinfectantes
18. Crecimiento en el vagón de mercancías

### Libro tercero
1. Piedras de encendedor y piedras funerarias
2. Fortuna Norte
3. Madona 49
4. El Erizo
5. En el armario
6. Klepp
7. Sobre la alfombra de coco
8. El Bodegón de las Cebollas
9. Junto al muro del Atlántico: las casamatas se aferran al cemento
10. El anular
11. El último tranvía o adoración de un tarro
12. Treinta

## Temas principales

### Artes y guerra

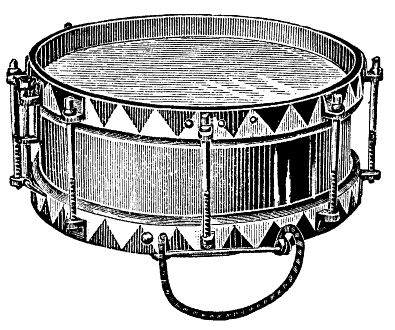
Tambor similar al descrito en la novela.

La Segunda Guerra Mundial se compara con el arte y música de Oscar. La declaración implícita es que el arte tiene la capacidad para derrotar a la guerra y el odio. Oscar escapa a la lucha a través de su talento musical. En el capítulo nueve, La Tribuna, Oscar logra interrumpir un mitin nazi tocando su tambor. A pesar de que interrumpe las actividades del partido nazi, el poder de su música sigue siendo ambiguo. Parece que la música del tambor es perjudicial y no es una fuerza moral contra los nazis. Esto es especialmente evidente en otro componente de la música de Oscar, su voz. Como una sustitución para el canto, la voz de Oscar es un grito terrible que ejerce un poder increíble. La voz de Oscar le da el poder de romper el vidrio, poder que utiliza como líder de una banda de delincuentes para robar las tiendas, rompiendo las ventanas de la fachada. Las imágenes poéticas de Grass se vinculan sutilmente con eventos políticos y culturales, sugiriendo al lector que Oscar es de alguna manera una forma de realización de la noche de los cristales rotos que marcó la agresión desenmascarada del Partido Nazi.

### Régimen nazi
El tambor de hojalata abarca el período comprendido entre los años 1920 hasta los años 1950 y va de Danzig a Colonia, París y Normandía. Grass describe las acciones del régimen nazi durante la Kristallnacht y la ejecución de los sobrevivientes de la Oficina de Correos de Polonia.

## Traducciones
En 1961 se publicó la traducción al inglés, obra de Ralph Manheim.
La primera traducción al español fue realizada por Carlos Gerhard en 1963 y publicada en México por Joaquín Mortiz. Esta edición estuvo prohibida en España durante la dictadura franquista. Una nueva traducción al español fue realizada por Miguel Sáenz y publicada en 2009 por Alfaguara, con motivo de los cincuenta años de su publicación original.

## Adaptaciones para teatro, cine y radio
En 1978, Volker Schlöndorff hizo una adaptación de la película. Cubre solo los libros 1 y 2, concluyendo al final de la guerra. Compartió en 1979 la Palma de Oro del Festival de Cannes con Apocalypse Now. También ganó el Óscar a la mejor película extranjera, de 1979 a 1980.
En 1996, una dramatización de radio protagonizada por Phil Daniels fue transmitida por la BBC Radio. La adaptación fue hecha por Mike Walker, que ganó el premio Writers Guild británico a la mejor dramatización.